# Cao Xiong
Cao Xiong (chinois simplifié : 曹熊) est le cinquième fils de Cao Cao et Seigneur de Xiaohuai.
Physiquement faible, il n’a même pas été présent aux funérailles de Cao Cao mort en 220.
Avant qu’un messager lui apportant le blâme de la part de Cao Pi n’eut le temps de le joindre, Cao Xiong s’ôta la vie en se pendant par peur de représailles.
Cao Pi ordonna par la suite un enterrement honorable et lui donna le titre posthume de prince de Xiaohuai.